# William Sears (Mediziner)
William Sears (* 9. Dezember 1939 in Alton, Illinois) ist ein US-amerikanischer Arzt der Kinderheilkunde.
Sears ist Associate Clinical Professor of Pediatrics an der University of California, Irvine, School of Medicine. Er hat mit seiner Frau Martha, einer Krankenpflegerin und Stillberaterin, die Erziehungsphilosophie Attachment Parenting (deutsch oft: bindungsorientierte Erziehung oder bedürfnisorientierte Erziehung) geprägt.
Nach seinem Studium hat William Sears sich an der Kinderklinik der Harvard Medical School in Boston und dem Hospital for Sick Children in Toronto weitergebildet. Er trat in vielen amerikanischen Fernsehshows als Dr. Bill auf, etwa bei Oprah Winfrey, Good Morning America oder auch CBS This Morning. Dabei wurde und wird er zu den Themen elterliche Erziehung und Attachment Parenting eingeladen. Zudem ist er auch Berater für Medizin und Erziehung bei den Magazinen Baby Talk und Parenting, sowie der betreuende Kinderarzt der Website Parenting.com.
1997 unterzog sich Sears einer Darmkrebsoperation, gefolgt von Strahlen- und Chemotherapie.
William und Martha Sears sind Eltern von acht Kindern, von denen eines das Down-Syndrom aufweist. Drei Söhne haben ebenfalls Medizin studiert; gemeinsam mit ihnen betreibt Sears eine private Kinderarztpraxis in San Clemente, Kalifornien, wo er auch lebt. William und Martha Sears sind evangelikale Christen; in ihrem 1997 publizierten Buch The Complete Book of Christian Parenting and Child Care haben sie Empfehlungen dafür gegeben, wie das Attachment Parenting auch in den Dienst einer christlichen Erziehung gestellt werden kann.

## Schriften
- The Baby Book. 1993.
- The Birth Book. 1994.
- The Discipline Book. 1995.
- The Fussy Baby Book. 1996.
  - deutsch: Das 24-Stunden-Baby La Leche Liga, Zürich 1998, ISBN 978-3-906675-04-6.
- The Complete Book of Christian Parenting and Child Care: A Medical and Moral Guide to Raising Happy Healthy Children 1997.
- The Pregnancy Book. 1997.
- The A.D.D. Book. 1998.
- The Family Nutrition Book. 1999.
- Nighttime Parenting: How to Get Your Baby and Child to Sleep. 1999.
  - deutsch: Schlafen und Wachen – Ein Elternbuch für Kindernächte. La Leche Liga, 2008, ISBN 978-3-906675-03-9.
- The Breastfeeding Book. 2000.
- The Attachment Parenting Book. 2001.
  - deutsch: Das Attachment Parenting Buch. Babys pflegen und verstehen. tologo, Leipzig 2012, ISBN 978-3-940596-28-4.
- The Successful Child: What Parents Can Do to Help Kids Turn Out Well. 2002.
- The Healthiest Kid In The Neighborhood. 2006.